# Клодница
Клодни́ца (устар. Клодниц; пол. Kłodnica) — река в Польше, правый приток верхней Одры, протекает по территории Катовице, Руда-Слёнска, Миколувского, Гливицкого, Забже, Гливице, Стшелецкого и Кендзежинско-Козельского поветов в Силезском и Опольском воеводствах на юге страны.
Длина реки составляет 75,3 км, площадь водосборного бассейна — 1085 км². Средний расход воды около устья с 1951 по 1990 года — 7,3 м³/с. Максимальная амплитуда колебаний уровня воды в нижнем течении — 3,1 м.
Клодница начинается около Брынува в городе Катовице. В верхней половине течёт в основном на северо-запад, в нижней — на запад, постепенно склоняясь на юго-запад. Впадает в Одру на высоте 167 м над уровнем моря около Козле в городе Кендзежин-Козле. Вдоль Клодницы проходит Гливицкий канал, частично использующий её русло.